# 小義
小義（しょうぎ）は、604年から648年まで日本にあった冠位である。冠位十二階の第10で、大義の下、大智の上にあたる。

## 概要
推古天皇11年12月5日（604年1月11日）に制定され、大化3年（647年）制定の七色十三階冠制により、翌大化4年（648年）4月1日に廃止になった。13階のどこに引き継がれたかについては2説が対立する。一つは大義とともに13階中第11階の大黒にまとめられたとするもの。もう一つは、13階中第12階の小黒に、大義、大智、小智とともにまとめられたというものである。

## 小義の人物
小義の冠位を受けた人物は知られない。